# Both (película de 2005)
Both es una película dramática de coproducción estadounidense, canadiense y peruana de 2005 dirigida por Lisset Barcellos, escrita por Rafael Dumett, y protagonizada por Jackie Parker, Mike Martínez, Nicole Wilder, Fabrizio Aguilar, Ximena Ameri y Pable Barcellos. La película se enfoca en la historia de un doble de riesgo con una variación intersexual que descubre su pasado.
La película fue bien recibida por los miembros de la comunidad intersexual, obteniendo una mención positiva por la Sociedad Intersexual de Norteamérica. Tuvo su estreno mundial en el Festival de Cine Frameline de San Francisco, y ganó el Premio del Público en el Festival Internacional de Cine de Mujeres de Creteil.

## Argumento
Atormentada por los recuerdos de su hermano muerto, Rebeca Duarte, una doble de riesgo que vive en San Francisco, se propone una investigación en la que descubre que su identidad sexual es una mentira creada por sus padres y médicos.

## Reparto
- Jackie Parker - Rebeca
- Mike Martínez - Bob
- Nicole Wilder - Kara
- Fabrizio Aguilar - Roberto
- Ximena Ameri - Esposa de Roberto
- Pable Barcellos - Pedrito

## Producción
Both es una película independiente cuya historia se basa parcialmente en la experiencia de la propia directora. En entrevista con el Hartford Courant, Barcellos comentó: "Hice mi película para no tener que hablar de mis propias experiencias". En su estreno en Lima, Perú, Barcellos comentó que quería relatar una historia con un tema que es considerado "tabú entre médicos y causa escozor en la sociedad". Para elaborar el guion, Rafael Dumett entrevistó a 25 personas intersexuales en Estados Unidos para reflejar fielmente su problemática médica y psicológica.

## Recepción
Katharine Wilkinson, para SF Gate, describió a la ópera prima de Barcellos como "cruda, nerviosa e innovadora", "un debut brillante" ligeramente obstaculizado por los bajos valores de producción.  Kelly Vance, para East Bay Express, describió la película como una "joya pasada por alto" y un "debut impresionante que se beneficia de su ambiente multicultural natural".

### Premios y reconocimientos
| Año  | Festival                                             | Nominación         | Resultado |
| ---- | ---------------------------------------------------- | ------------------ | --------- |
| 2005 | Festival Internacional de Cine Queer de Hamburgo     | Globula            | Ganadora  |
| 2005 | Festival Internacional de Cine de Mujeres de Creteil | Premio del Público | Ganadora  |